# 和泉美沙希のソムリエジャンクション
『和泉美沙希のソムリエジャンクション』は、インターネット生放送配信サイトのマシェリバラエティで放送されているバラエティ番組である。MCは和泉美沙希。

## 概要
この番組はMCである和泉美沙希とゲストの女性アイドルが自由気ままにダベりまくる1時間の無料トーク番組である。
第1回sommelierプレミアオーディションで特別賞を受賞した和泉美沙希の冠番組である。
隔週土曜日に生放送されている。
放送のない週は前回のハイライト映像がYouTubeにて無料公開される。

## 出演者
- 和泉美沙希(MC)

- 鈴木健士（ミュージックソムリエ協会 理事長）

- ケイテリン・ジルソン
- 平泉彩
- 城品萌音
- 西村理央
- 葉月
- 若木萌
- 櫻井小百合
- いけながあいみ
- 三輪晴香
- 潮田ひかる
- 茜さや
- 国友愛佳
- 田中あさみ
- 森崎のどか
- 松本ゆん